# Bathylagichthys
Bathylagichthys es un género de peces marinos actinopeterigios, distribuidos por el océano Atlántico, océano Índico y océano Pacífico. Su nombre procede del griego: bathys (profundo) + hare (correr) + ichthys (pez).

## Especies
Existen cinco especies reconocidas en este género:
- Bathylagichthys australis Kobyliansky, 1990
- Bathylagichthys greyae (Cohen, 1958) - Capellán mesopelágico de Grey.
- Bathylagichthys longipinnis (Kobyliansky, 1985)
- Bathylagichthys parini Kobyliansky, 1990
- Bathylagichthys problematicus (Lloris y Rucabado, 1985)